# Senir, Gündoğmuş
Senir là một thị trấn thuộc huyện Gündoğmuş, tỉnh Antalya, Thổ Nhĩ Kỳ. Dân số thời điểm năm 2011 là 350 người.